# آنوبیاس ژیلتی
آنوبیاس ژیلتی (Anubias Gilletii) گیاهی از سرده آنوبیاس و از خانواده گل‌شیپوریان است که برای اولین بار در سال 1901 توسط Émile Auguste Joseph De Wildeman و Th. Durand معرفی شد. 

## توزیع
کشورهای نیجریه, کامرون, گابن, جمهوری کنگو و جمهوری دموکراتیک کنگو . 

## توضیحات
برگ های آن سبز و نیزه ای شکل با اندازه ای متوسط و ساقه‌ای بلند که ممکن است به حدود ۴۰ سانتیمتر نیز برسد. در مناطق گل آلود نزدیک آب، یا در نهرها و حتی گاهی به طور کامل در زیر آب رشد می کند. 

## کاشت
این گیاه زمانی بهترین رشد را دارد که تا حدی غوطه ور باشد و زمانی که اطراف آن توسط گیاهان دیگر شلوغ نباشد. به مواد مغذی زیاد، بستر شل و غنی از آهن و نور متوسط تا نسبتاً قوی نیاز دارد. محدوده دمایی ۲۲-۲۶ درجه سانتیگراد (۷۲-۷۹ درجه فارنهایت) را ترجیح می دهد. از طریق تقسیم ریزوم یا دانه، می توان آن را تکثیر کرد. 

## References
1. ↑  Ghogue, J.-P. (2010). "Anubias gilletii". IUCN Red List of Threatened Species. IUCN. 2010: e.T185249A8374992. doi:10.2305/IUCN.UK.2010-3.RLTS.T185249A8374992.en. Retrieved 2 January 2023.
2. ↑  "Anubias gilletii De Wild. & T.Durand". Plants of the World Online. The Trustees of the Royal Botanic Gardens, Kew. n.d. Retrieved January 2, 2023.
3. ↑  "Anubias gilletii De Wild. & T.Durand". Catalogue of Life. Species 2000. n.d. Retrieved January 2, 2023.
4. ↑  De Wildeman, E.; Durand, Th. (1901). "Plantae Gilletianae Congolenses". Bull. Herb. Boiss. Sér. 2 (1).
5. 1 2  Crusio, W. (1979). "A revision of Anubias Schott (Araceae). (Primitiae Africanae XII)". Mededelingen Landbouwhogeschool Wageningen. 79 (14): 1–48. Archived from the original on 2018-10-10. Retrieved 2014-11-07.
6. ↑  Crusio, WE (1987). "Die Gattung Anubias SCHOTT (Araceae)". Aqua Planta. Sonderheft (1): 1–44.